# Pedicularis lanpingensis
Pedicularis lanpingensis är en snyltrotsväxtart som beskrevs av H.P. Yang. Pedicularis lanpingensis ingår i släktet spiror, och familjen snyltrotsväxter. Inga underarter finns listade i Catalogue of Life.